# Christine Sinclair
Christine Margaret Sinclair OC OBC OLY (* 12. června 1983, Burnaby, Britská Kolumbie, Kanada) je kanadská fotbalová hráčka, útočník. Od roku 2013 hraje za Portland Thorns FC. Hraje za reprezentaci, se kterou vyhrála zlato na olympijských hrách 2020 a bronz na hrách v letech 2012 a 2016. V roce 2011 vyhrála Panamerické hry a v roce 2010 Mistrovství CONCACAF. V roce 2022 obdržela zvláštní cenu FIFA pro nejlepšího reprezentačního střelce v ženském fotbale všech dob.
V roce 2012 byl na Sinclairovou zaměřený film The Captain. Ve stejném roce se objevila v epizodě The Difference Makers. V roce 2015 se objevila v dokumentu RISE a v celostátní reklamě na Coca-Colu. Objevila se také na stránkách časopisů a ve FIFA 16. Matka Siclairové trpěla roztroušenou sklerózou († 2020), proto se její dcera zapojila do nadace zaměřené na chorobu.